# Agustín Sanz
Agustín Sanz (Zaragoza, 29 de diciembre de 1724 - Zaragoza, 25 de julio de 1801) fue un arquitecto español.

## Biografía
Fue profesor de la escuela de Bellas Artes, fundada por Goicoechea, en la que más tarde, en 1792, desempeñó la Cátedra de Arquitectura.
Como arquitecto estuvo al servicio de las casas nobiliarias de los Duques de Híjar y de los Condes de Aranda.
Su estilo es neoclásico con sencillez en la organización del espacio y en el empleo de órdenes clásicos.
En 1775 fue elegido miembro de la Real Academia de Bellas Artes de San Fernando.

## Obras
- Iglesia parroquial de San Pedro Mártir de Urrea de Gaén.
- Iglesia parroquial de San Juan Bautista de Vinaceite.
- Iglesia parroquial de la Natividad de la Virgen de La Puebla de Híjar.
- Iglesia de Santa María la Mayor de Épila. Terminó las tres naves y el crucero.
- Iglesia parroquial de la Asunción de Clamosa (1768-1773).
- Iglesia de la Exaltación de la Santa Cruz de Zaragoza. Junto con Julián Yarza.
- Cúpula del coro mayor de la Basílica de Nuestra Señora del Pilar de Zaragoza.
- Iglesia parroquial de San Pedro de Fraga. Se le atribuye el proyecto.
- Iglesia de San Salvador de Sariñena. Se le atribuye el proyecto.
- Muro de contención del Ebro junto al Convento de San Lázaro.
- Teatro Principal de Zaragoza. Inaugurado el 25 de agosto de 1799.[1]

## Galería
|                           |
| Iglesia de Urrea de Gaén. |

|                       |
| Iglesia de Vinaceite. |

|                                   |
| Pretil de San Lázaro en Zaragoza. |

|                               |
| Teatro Principal de Zaragoza. |

|                                           |
| Iglesia de Santa María la Mayor de Épila. |